# Fritz Buehning
Pour les articles homonymes, voir Buehning.
Fritz Buehning, né le 5 mars 1960 à Summit (New Jersey), est un ancien joueur de tennis professionnel américain.
Il a été finaliste en double à l'US Open 1983.

## Parcours dans les tournois duGrand Chelem

### En simple
| Année | Open d'Australie | Open d'Australie | Internationaux de France | Internationaux de France | Wimbledon       | Wimbledon | US Open         | US Open         | Open d'Australie | Open d'Australie |
| ----- | ---------------- | ---------------- | ------------------------ | ------------------------ | --------------- | --------- | --------------- | --------------- | ---------------- | ---------------- |
| 1979  | n.o.             | n.o.             | —                        | —                        | 2e tour (1/32)  | B. Manson | 1er tour (1/64) | V. Amaya        | —                | —                |
| 1980  | n.o.             | n.o.             | 2e tour (1/32)           | V. Gerulaitis            | 1er tour (1/64) | J. Kriek  | 2e tour (1/32)  | S. Giammalva Jr | 1er tour (1/32)  | S. Mayer         |
| 1981  | n.o.             | n.o.             | —                        | —                        | 3e tour (1/16)  | S. Mayer  | 2e tour (1/32)  | G. Mayer        | 1er tour (1/32)  | J. Alexander     |
| 1982  | n.o.             | n.o.             | —                        | —                        | 2e tour (1/32)  | R. Tanner | 3e tour (1/16)  | J. Fillol       | 1er tour (1/64)  | C. Johnstone     |
| 1983  | n.o.             | n.o.             | —                        | —                        | 2e tour (1/32)  | P. Cash   | 2e tour (1/32)  | V. Gerulaitis   | 2e tour (1/32)   | P. Fleming       |
| 1984  | n.o.             | n.o.             | —                        | —                        | —               | —         | 1er tour (1/64) | V. Amritraj     | —                | —                |

N.B. : à droite du résultat se trouve le nom de l'ultime adversaire.

### En double
| Année | Open d'Australie | Open d'Australie | Internationaux de France | Internationaux de France | Wimbledon                                                                            | Wimbledon                                                                           | US Open                                                                             | US Open                                                                    | Open d'Australie | Open d'Australie |
| ----- | ---------------- | ---------------- | ------------------------ | ------------------------ | ------------------------------------------------------------------------------------ | ----------------------------------------------------------------------------------- | ----------------------------------------------------------------------------------- | -------------------------------------------------------------------------- | ---------------- | ---------------- |
| 1979  | n.o.             | n.o.             | —                        | —                        | —                                                                                    | —                                                                                   | 1/8 de finale P. Rennert \|\| style="text-align:left;" \| B. Manson A. Pattison     | —                                                                          | —                |                  |
| 1980  | n.o.             | n.o.             | —                        | —                        | 2e tour (1/16) F. McNair \|\| style="text-align:left;" \| P. McNamara P. McNamee     | 1er tour (1/32) B. Willenborg \|\| style="text-align:left;" \| K. Curren S. Denton  | 1er tour (1/16) F. Taygan \|\| style="text-align:left;" \| B. Martin R. Simpson     |                                                                            |                  |                  |
| 1981  | n.o.             | n.o.             | —                        | —                        | 1/4 de finale F. Taygan \|\| style="text-align:left;" \| P. McNamara P. McNamee      | 1/2 finale F. Taygan \|\| style="text-align:left;" \| H. Günthardt P. McNamara      | 1er tour (1/16) S. Glickstein \|\| style="text-align:left;" \| J. Alexander P. Dent |                                                                            |                  |                  |
| 1982  | n.o.             | n.o.             | —                        | —                        | 2e tour (1/16) P. Rennert \|\| style="text-align:left;" \| B. Drewett Z. Kuharszky   | 1/8 de finale J. Kriek \|\| style="text-align:left;" \| Ti. Gullikson To. Gullikson | 1/4 de finale J. Kriek \|\| style="text-align:left;" \| J. Alexander J. Fitzgerald  |                                                                            |                  |                  |
| 1983  | n.o.             | n.o.             | —                        | —                        | 1/8 de finale B. Teacher \|\| style="text-align:left;" \| J. Alexander J. Fitzgerald | Finale V. Winitsky                                                                  | P. Fleming J. McEnroe                                                               | 1/8 de finale J. Kriek \|\| style="text-align:left;" \| B. Dyke R. Frawley |                  |                  |
| 1984  | n.o.             | n.o.             | —                        | —                        | —                                                                                    | —                                                                                   | 1er tour (1/32) F. Taygan \|\| style="text-align:left;" \| J. Lloyd D. Stockton     | —                                                                          | —                |                  |

N.B. : le nom du ou de la partenaire se trouve sous le résultat ; les noms des ultimes adversaires se trouvent à droite.